# Adriaan Morriën

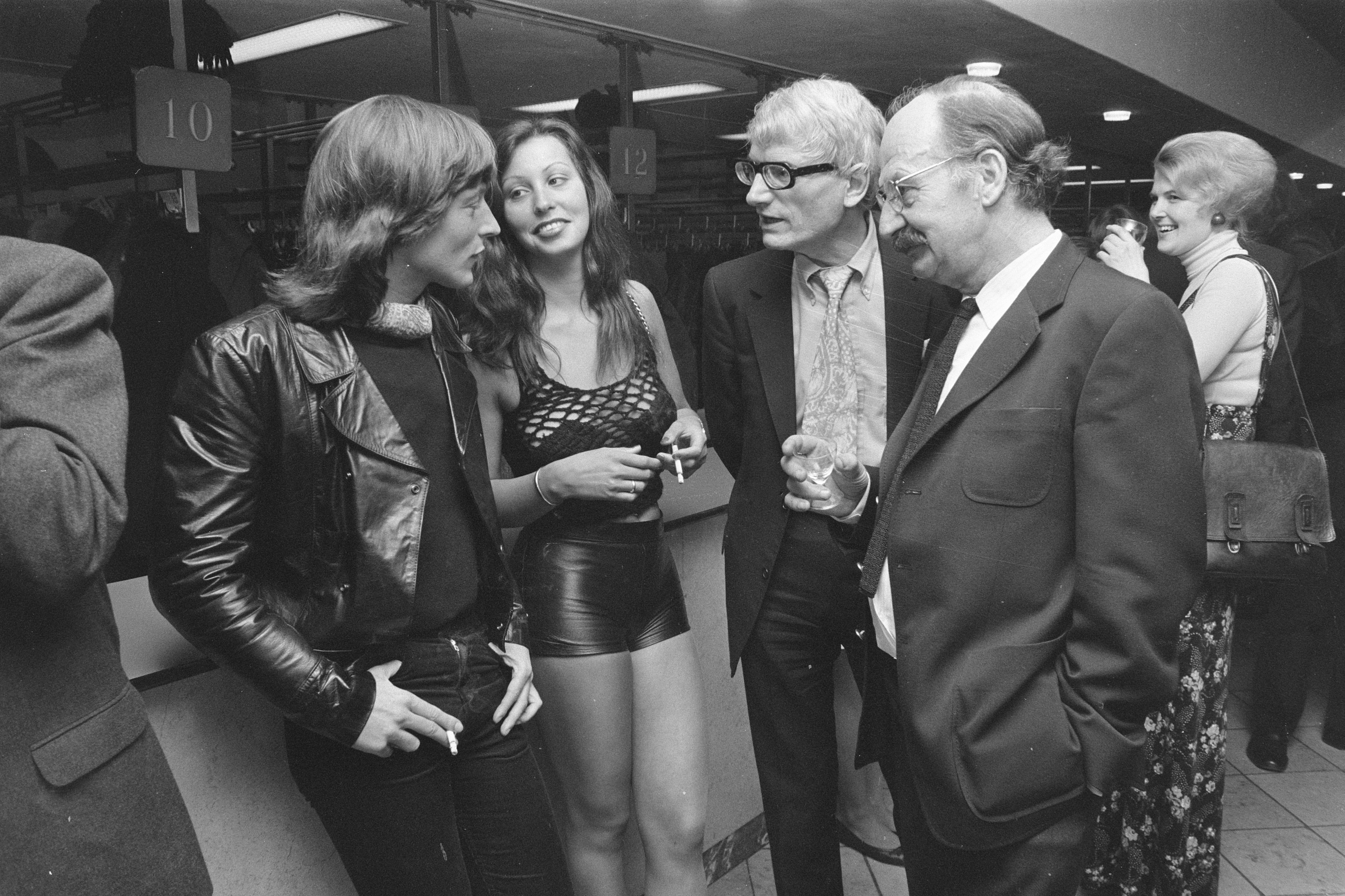
Theo Kars, diens echtgenote Karin, Morriën en Metten Koornstra (Boekenbal 1972)

Adriaan Morriën (IJmuiden, 5 juni 1912 – Amsterdam, 7 juni 2002) was een Nederlands dichter, schrijver van kort proza, essayist, vertaler en criticus. Hij studeerde Frans en was aanvankelijk een aantal jaren docent in die taal. Hij was na de Duitse Bezetting van Nederland werkzaam als adviseur van uitgeverijen (Van Oorschot en De Bezige Bij), als redacteur en vertaler, en als recensent (o.a. voor Het Parool en Vrij Nederland). Morriën debuteerde als dichter  in 1935 vlak voor opheffing nog in het tijdschrift Forum van Menno ter Braak en E. du Perron. Na de oorlog was hij hoofdredacteur van Litterair Paspoort (1946-1964), redactie-secretaris van Criterium (1946-1948), redacteur van Libertinage (1948-1953), Tirade (1958-1963), en Literair Akkoord (1968-1970). Ook zat hij in tientallen jury's van literaire prijzen en was hij criticus voor Het Parool, Vrij Nederland en de VPRO.
Morriën groeide op in IJmuiden. Vanwege tuberculose verbleef hij lange tijd in een sanatorium. In 1939 verscheen zijn eerste dichtbundel, Hartslag, die door Menno ter Braak waarderend besproken werd. Tijdens de Duitse Bezetting verhuisde hij, noodgedwongen vanwege de aanleg van de Atlantikwall, naar Amsterdam, waar hij literaire vriendschappen sloot. Meteen na de Bevrijding werd hij redactiesecretaris van het tijdschrift Criterium en stelde ook de redactie samen. Vanaf 1946 redigeerde hij jarenlang in zijn eentje het tweemaandelijkse literaire tijdschrift Litterair Paspoort. 
In de periode van het einde van de Duitse bezetting van Nederland tot begin jaren vijftig was hij zowel de mentor als de kameraad van Willem Frederik Hermans (die hij ‘ontdekt’ zou hebben). Hij vertaalde werken van o.a. Heinrich Böll en Albert Camus. Morriën was een eigenzinnige man, die hevige ruzie zou krijgen met zijn eerdere kameraad W.F. Hermans .

## Biografie

### Jeugd (1912-1928)
Adriaan Morriën werd op maandag 5 juni 1912 aan de Annastraat 12 in IJmuiden geboren als derde van vier kinderen van de scheepsarbeider Gerrit Morriën en Neeltje Morriën-van der Kuil. Hij werd vernoemd naar zijn grootmoeder van vaderskant, Adriana Morriën-Wessel, die in 1881 van Amsterdam naar IJmuiden was verhuisd. Zijn familie van moederszijde was afkomstig uit Zwartewaal op het Zuid-Hollandse eiland Voorne; in 1903 was zijn moeder met haar moeder naar IJmuiden getrokken. Het huwelijk van de ouders van Morriën, waarvoor de hervormde Gerrit zich tot het gereformeerde geloof had moeten bekeren, werd op 4 juni 1908 gesloten. Hierom wordt gesteld dat Adriaan Morriën opgroeide in een "gereformeerd milieu". 
Morriën was een makkelijk kind met een grote verbeeldingskracht en een sterke moederbinding, nog bevorderd doordat vader Gerrit bij het uitbreken van de Eerste Wereldoorlog in 1914 gemobiliseerd werd en in Den Helder werd gestationeerd. Nadat Gerrit in december weer terugkeerde, heeft de aanwezigheid van zijn vader Morriën tot omstreeks zijn twintigste gehinderd.
In 1915 werd Morriën op de hervormde bewaarschool aan het Emmaplein gedaan. Vanaf april 1918 ontving hij gereformeerd onderwijs aan de Groen van Prinstererschool aan het Koningsplein. In de vakanties speelde hij met vriendjes op het strand en in de duinen, waarbij zich graag afzonderde om dromerig te denken aan Bijbelse situaties die zich daar konden voordoen, zoals een brandend braambos. Ook vanwege zijn door de oorlogsschaarste geringere lichaamskracht speelde hij vaak de afzijdige toeschouwer bij de activiteiten.
Na de oorlog verkeerde het gezin in een toenemende welstand; rond 1920 werd Gerrit compagnon in de zeilmakerij waar hij werkte. Toen hij acht was, moest Morriën naar de zondagsschool om onder leiding van een ouderling de psalmen en geestelijke liederen te leren. Zelf zou hij liever voetbalwedstrijden hebben bezocht. In hetzelfde jaar werd zijn broertje Jan geboren, over wie Morriën zich ontfermde als een vader, wat de band met zijn moeder nog versterkte. Verhalen over de Tachtigjarige Oorlog brachten Morriën volgens biograaf Rob Molin op een heroïsche visie 'waarmee de papenhaat en alles wat naar katholiciteit zweemde zich voorgoed in hem vastzette.'
In de vijfde klas begon hij een lezer te worden: met andere jongens wisselde hij geleende boeken uit, zodat hij voor het leengeld meerdere boeken kon lezen, zoals de avonturen van Pietje Bell en Dik Trom, en de indianenverhalen van Karl May. Hij was ook gecharmeerd van de orgelmuziek in de kerk en van de harmonie. Ook zijn belangstelling voor beeldende kunst begon in deze tijd te ontluiken.
Na de lagere school bezocht Morriën de MULO. Toekomstplannen had hij nog niet. ook bezocht hij de zondagse 'knapenvergadering' van de gereformeerde kerk, waar hij in het tweede jaar penningmeester van werd. Door de week volgde hij onderricht in de Heidelbergse Catechismus Hij was een dromerige, maar vooral gehoorzame jongen. In de winter van 1926-1927 werd hij getroffen door borstvliesontsteking en daarmee gepaard gaande vochtophoping achter de longen, gediagnosticeerd als 'natte pleuritis'. De aandoening hield hem vier maanden in bed. Kort na zijn genezing begon de gezondheid van zijn moeder te verslechteren met aanvallen van epilepsie. Door de opgelopen onderwijsachterstand kon hij pas een jaar later, in 1928, het eindexamen mulo-a afleggen. Hij behaalde zijn diploma met hoge cijfers, waaronder een tien voor geschiedenis.
In de examenklas raakte hij bevriend met Gé van Gelder, een nieuwe leerling met humor, rake uitspraken en ondanks een hervormde achtergrond even weinig sympathie voor religie als Morriën zelf had. Hij woonde met zijn moeder en zeven broers en zusters in een nieuwe wijk; zijn vader was een visserman die in de Eerste Wereldoorlog om het leven was gekomen bij een aanval van een Duitse onderzeeboot. Het verlies van zijn vader woog zwaar en hij kon niet tegen sociaal onrecht. Vrijwel dagelijks kwamen Gé en Morriën bij elkaar over de vloer. Ze bespraken hun leeservaringen, vanuit de gezamenlijke overtuiging dat alles wat los van de Bijbel stond hen tot leidraad zou kunnen dienen.

### Hbs-leerling (1928-1932)
Na een toelatingsexamen dat op 7 september 1928 werd afgenomen, werd Morriën toegelaten tot de derde klas van de Rijks hogereburgerschool te Velsen. Hij ging voortaan per trein van IJmuiden naar Velsen, waar hij zich maar langzaam een houding wist te geven tussen de kinderen uit de middenstand en hoger milieu. Hij probeerde op deze openbare school te verbergen dat hij gereformeerd was en dat zondagse activiteiten voor hem taboe waren. Wel nam hij deel aan hockey en maakte vrienden. Enkele verliefdheden bleven platonisch. Zijn cijfers waren matig, zelfs voor een lievelingsvak als Duits. Als zestienjarige was hij in de gereformeerde jongerenvereniging niet te handhaven. Wel bleef hij de kerk bezoeken, waar hij de saaie diensten benutte door zich te oefenen in het observeren van de andere kerkgangers. De lange preken bezorgden hem later een aversie tegen lange lezingen en redevoeringen.
Een bijzondere band ontstond met zijn leraar Nederlands in de derde klas, David Fuldauer. Deze Jood met socialistische overtuiging ging weleens in op de literaire kant van een werk en besprak de recente literatuur. Van 1904 tot en met 1906 was Fuldauer redactielid van het studentenblad Propria Cures geweest, waardoor de aandacht voor literatuur in het blad sterk was toegenomen. Maar hij was alleen bevoegd om in de lagere klassen les te geven, zodat Morriën in de verdere jaren een andere leraar kreeg, Ch. Haje, een Vondelkenner en taalpurist. Morriën had in de zomervakantie van 1929 het schoolboek van L. Leopold, de door Pik en Opstelten herziene bloemlezing Nederlandse schrijvers en schrijfsters, doorgenomen, vooral het gedeelte over de recente tijd. De kennismaking met sonnetten van Willem Kloos inspireerden Morriën om zelf sonnetten te schrijven. Haje besteedde vooral veel aandacht aan de oudere letterkunde; met Fuldauer bleef Morriën contact houden en hij werd ook geregeld bij hem thuis in Santpoort uitgenodigd. Fuldauer stelde zijn bibliotheek open voor Morriën, die zo kennismaakte met moderner werk als J.J. Slauerhoff en onder de oudere dichters Herman Gorter ontdekte, dichters die hem naar eigen zeggen een 'schok van innerlijke ontsteltenis' gaven. In de winter van 1930 liet hij zijn eigen gedichten aan Fuldauer lezen. Fuldauer moedigde hem aan te blijven schaven en leerde hem zodoende de nodige zelfkritiek te ontwikkelen. Zijn prozastijl werd door leraar Haje aan andere leerlingen ten voorbeeld gesteld. De Bijbel had hem laten zien welke uitdrukkingsmogelijkheden de taal bood.
Behalve gedichten waarin Morriën zijn hevige maar vruchteloze verliefdheid voor een medeleerlinge verwerkte, waagde hij zich aan een jambisch epos over de vissers en havenarbeiders van IJmuiden. Na enkele honderden verzen hield hij ermee op. In de taallessen had hij het werk van de romantische dichter John Keats leren kennen, die samen met de socialistische poëzie van Gorter invloed had op het epos over IJmuiden.
Rond 1930 begon hij filosofie te lezen: de moraaltheorie van Kant, over wie hij een spreekbeurt hield. Verder las hij Also sprach Zarathustra van Nietzsche en de Ethica van Spinoza. Ook zijn belangstelling voor klassieke muziek ontwikkelde zich: bij een vriend thuis luisterde hij elke zondag naar het concert van Mengelberg op de radio.
In de zomer van 1930, toen de wereldwijde crisis ook in IJmuiden merkbaar werd, verhuisde het gezin naar de Edisonstraat 24 in Nieuw-IJmuiden, tegen de duinen aan. Het huis was met geleend geld gekocht, tegen de wil van Morriëns moeder. De schoolresultaten van Morriën waren verbeterd en lagen nu rond het cijfer zeven. Ter gelegenheid van het tienjarig bestaan van de school werd de tragedie Lucifer van Vondel opgevoerd, waarin Morriën de rol van de aartsengel Gabriël voor zijn rekening nam en veel tekst uit zijn hoofd moest leren. Haje besteedde in zijn lessen veel aandacht aan de drama's van Vondel, zodat Morriën in de vijfde klas nog maar net aan de achttiende-eeuwse literatuur was begonnen. Hij behaalde het eindexamen hbs-a met redelijke cijfers: achten voor de talen, zessen voor natuur- en scheikunde. Fuldauer had hem bij de voorbereiding van het examen geholpen. Hij betaalde Morriën vijf gulden per week voor het catalogiseren van zijn bibliotheek. Na zijn examen nam Morriën de boekhouding van de zeilmakerij op zich, tegen kost en inwoning en één gulden zakgeld in de week.

### Tuberculose en sanatorium Hellendoorn (1932-1934)
In 1932 werd bij Morriën tuberculose vastgesteld. Hij had al een tijd verborgen gehouden dat hij bloed opgaf, maar in april kon hij zijn ziekte niet langer verbergen. Hij moest langdurig het bed houden en stelde in die periode zijn omgeving op de hoogte van zijn geloofsafval. In de kerk werd voor hem gebeden en vrijwilligers van de evangelisatiedienst kwamen onder zijn raam zingen. Zijn vader, die het erg rustig had in de zeilmakerij, zat vaak thuis en zorgde dat Morriën de beste vis kreeg. Zijn moeder zorgde ervoor dat de vermagering van de tuberculoselijder aan hem voorbijging; toen hij weer op straat kwam, woog hij bijna honderd kilo. De arts raadde een verblijf in een sanatorium in een omgeving met naaldbossen aan. Hij was veertien maanden nauwelijks buiten geweest toen hij zich in juli 1933 naar Volkssanatorium Hellendoorn begaf, waar hij nog eens vijftien maanden zou verblijven, bekostigd met het geld dat zijn moeder voor zijn universitaire studie opzij had gelegd.
Morriën, bij wie thuis de antirevolutionaire krant De Standaard werd gelezen, las in het sanatorium de socialistische krant Het Volk mee met zijn zaalgenoten en volgde de kunstkritieken van Nieuwe Rotterdamsche Courant. Via deze kranten vernam hij de opkomst van Hitler. Het was ondraaglijk om jongens te zien sterven aan dezelfde ziekte waarvan hijzelf langzaam herstellende was. De literaire neerslag van zijn verblijf in het sanatorium is vooral te vinden in zijn eerste twee dichtbundels, Hartslag uit 1939 en Landwind uit 1942. Blijvende solidariteit met medepatiënten blijkt uit 'In memoriam Harmen Alders', het verslag van Morriëns bezoek aan de ouders van een medepatiënt die lang na hun gezamenlijk verblijf aan de ziekte overleed. Hierin omschreef hij het gevoel van de tuberculoselijder: nergens welkom te zijn, gedoemd om geen huwelijksgeluk te vinden, steeds denkend aan de dood en een langzame aftakeling.
Vanaf februari 1934 begon hij zich beter te voelen en tegen de zomer begon hij naar IJmuiden te verlangen. Hij won geld bij een loterij en kocht daarvan Im Westen nichts Neues van Erich Maria Remarque, een Duitse en een Frans literatuurgeschiedenis. Zo maakte hij kennis met de dichters die hij later zou omschrijven als 'de grootvaders van de Franse poëzie': Baudelaire, Mallarmé en Rimbaud. Maandelijks kwamen zijn ouders op bezoek. Hij correspondeerde met Gé van Gelder, die ook boeken stuurde. Zijn vrienden viel op dat hij in het sanatorium geleerd had zijn mening minder voor zich te houden. In september keerde hij terug naar IJmuiden. Over zijn geloofsafval werd verder niet gesproken. Zijn familie schreef zijn verandering toe aan de vrije sfeer in het sanatorium, biograaf Molin acht de lectuur van Nietzsche een belangrijke invloed. Omstreeks zijn achttiende maakte al een grote indruk de uitspraak:'Hat man Charakter, so hat man auch seine besondere Schicksale.' Inmiddels was daar bijgekomen: 'Ein Ich soll ich mir werden, ein Selbst will ich mir sein.'
In 1934 ging de zeilmakerij van zijn vader failliet. Om een doorstart mogelijk te maken, werd deze op Morriëns naam gezet.Hij was daarmee hoofdelijk aansprakelijk voor de handelwijze van zijn vader en officieel de eigenaar van het bedrijf. Maar hij was de literatuur als zijn toekomst gaan beschouwen, wel kwam broer Jan in de zaak.

### Dichterlijk debuut (december 1935)
In de leeszaal van de bibliotheek aan de Grote Markt te Haarlem merkte hij in 1935 het tijdschrift Forum op. Na drie jaar was hij weer gaan dichten, nu in een eenvoudiger en persoonlijker trant dan voorheen. De bijdragen die hij in Forum las sloten daarbij aan: tegen de invloed van de Tachtigers met hun schoonheidsnorm stelde Forum de norm van originaliteit en een sterke persoonlijkheid. Morriën was nog even fel tegen maatschappelijke en religieuze conventies, maar zijn dichterschap was gerijpt. Hij las Menno ter Braak en naast het areligieuze Forum werden ook de Hollandse romans van Arthur van Schendel, waarin de protestantse bekrompenheid het moest ontgelden, een norm voor hemzelf en voor Gé van Gelder. Beide vrienden lieten hun gedichten door elkaar beoordelen. Meer dan door Van Schendel was Morriën geraakt door het werk van Franz Kafka, net als hijzelf een tbc-patiënt, van wie hij hele passages onthield.
Zijn eigen poëzie stond onder invloed van Rilke en Forum-auteurs als Vestdijk. Hij ondernam een mislukte poging om Les Fleurs du mal van Baudelaire te vertalen, die hij op de HBS gelezen had en nu grondiger hernam. Omdat hij zijn verzen Ter Braak nog niet durfde voorleggen, stuurde hij er enkele naar Elsevier's Geïllustreerd Maandschrift, waaraan Slauerhoff meewerkte. Herman Robbers accepteerde twee gedichten, 'Rembrandts Saskia' en 'Mismaakte', voor publicatie, en na enige correspondentie ook 'Zwangere vrouw'. 'Rembrandts Saskia' verscheen in het decembernummer van 1935, de andere twee gedichten pas in de loop van 1936: 'Zwangere vrouw' in juli en 'Mismaakte' in augustus. Morriën deed de negen gulden voorschot in de huishoudbeurs.
Na lang uitstel durfde hij op 2 juli 1935, niet lang nadat een gedicht van Van Gelder was geaccepteerd, vijf voor Forum uitgekozen gedichten naar Ter Braak te sturen. De redactie accepteerde het sonnet 'Geestelijke' voor publicatie en leverde opbouwende kritiek bij de overige verzen. Dat ene gedicht, aldus biograaf Molin, betekende 'zijn begeerde entree in het decembernummer van Forum en daarmee in de Nederlandse letteren'.

### Greshoff als mentor (1936-1938)
Forum hield echter op te bestaan. Van Schendel schreef Van Gelder dat de koers van het tijdschrift zou worden voortgezet in Groot Nederland, waar onder meer de gezaghebbende criticus Jan Greshoff in de redactie zat. In januari 1936 stuurde Morriën Greshoff drie gedichten, die hij afwees met de mededeling nieuwe inzendingen op prijs te stellen. Volgens biograaf Molin was deze welwillendheid te danken aan de vrouw van Van Schendel: op uitnodiging van Van Schendel kwamen Van Gelder en Morriën bij hem thuis aan de Amsterdamse Leidsekade en de jongelui hadden op haar een goede indruk gemaakt, hoewel Morriën zodanig door de beroemde schrijver geïmponeerd was dat hij weinig zei. Later stuurde Greshoff ook een pakket boeken, waaronder boeken van de Vlaamse dichter Karel van de Woestijne.
In maart 1936 accepteerde Groot Nederland drie ingezonden gedichten, 'Afscheid', 'Annunciatie' en 'Het meisje'. Greshoff ontpopte zich steeds meer als een vaderlijke mentor aan wie de verlegen Morriën over zijn leeservaringen schreef en zijn Forumiaanse opvattingen over openhartigheid in poëzie beschreef: 'Gevecht met het eigen spiegelbeeld, en elkaar de hand geven als het uit is. Iets anders is poëzie eigenlijk niet'. Een projectie van persoonlijke gevoelens op een personage, vat Molin het procedé samen, moest 'een openhartig psychologisch zelfportret opleveren.' Op deze indirecte wijze, dacht hij, toont de dichter zich het volledigst. Volgens Molin waren de brieven uit Brussel van Greshoff ook in materieel opzicht 'een traktatie': '[o]p verfijnd papier in een chique, gevoerde envelop met een Belgische postzegel'.
In de herfst van 1936 begon wat Molin 'de poëtica van de verstilling' noemt Morriën bezig te houden. Aan Greshoff schreef hij zijn opvattingen en gebruikte daarbij als contrast de naar zijn smaak schreeuwerige poëzie van Hendrik de Vries. De verzenbundel Geheimschrift van Greshoffs mederedacteur Jan van Nijlen bevestigde hem in de opvatting dat goede poëzie het moest hebben van 'fluisteren en verzwijgen'. Wat de prosodie betreft, ging zijn voorkeur uit naar niet te strakke metriek. Slauerhoff was tot een lievelingsdichter uitgegroeid sinds hij Forum was gaan lezen. Op 8 oktober bezocht hij diens crematie in Driehuis, vlak bij IJmuiden, waarbij hij tal van schrijvers zag wier kleding en gedrag hij in detail onthield. Later droeg hij op uitnodiging van Greshoff een essay bij aan het Slauerhoff-nummer van Groot Nederland. Deze bijdrage trok voldoende aandacht van Ter Braak om dit in een brief aan Du Perron te prijzen. In november had hij weer nieuwe verzen, die hij naar Greshoff stuurde. Die wilde alle zeven, en nog drie andere, opnemen in het voor december geplande jongerennummer.
De neutraliteit tegenover nazi-Duitsland kon volgens Morriën alleen maar tot gruwelijkheden leiden en boezemde hem een afkeer tegen Colijn in.
Rond de jaarwisseling liep Morriën een longontsteking op die hem enige maanden aan huis gekluisterd hield, waar hij vereenzaamde. Vanwege zijn geloofsafval was de verhouding tot zijn ouders minder vertrouwelijk. De humor waar hij in deze periode behoefte aan had, trof hij aan in het compacte proza van Willem Elsschot. In de zomer was hij hersteld en schreef weer enkele gedichten. Ook begon hij nu literair-kritische essays te schrijven. Voor de ontwikkeling van deze vaardigheid had hij veel aan de literaire opstellen in Den Gulden Winckel, de kritieken van Simon Vestdijk in de Nieuwe Rotterdamsche Courant en van Ter Braak in Het Vaderland en Groot Nederland. In het laatste blad verzorgde Jan Romein een politieke kroniek die hij ook volgde.
De dagboeken en brieven van Kafka, deel zes van diens Gesammelte Schriften, vormden het onderwerp van het eerste literair-kritische essay. Morriën had de eerste drie delen van deze uitgave van een vriend gehad en grondig gelezen en ook de rest ontvangen. Hij trof nu het verband aan tussen de tuberculose van Kafka en diens romans en verhalen. Dit autobiografische aspect herkende hij als 'het tweede gezicht' van zijn eigen poëzie. 'Met behulp van de Tagebücher und Briefe,' aldus biograaf Molin, 'stelde hij vast dat het nachtmerrieachtige in het oeuvre van Kafka geen moedwillige verwringing van de realiteit was, maar een noodzakelijke consequentie van de belevingswereld van een auteur die door de tuberculose anders dacht en voelde.' Hij stuurde het essay naar Han G. Hoekstra die het accepteerde voor het oktobernummer van Den Gulden Winckel, tegen een honorarium van twintig gulden.
In de zomer van 1937 begon Morriën een relatie met een zeven jaar jonger meisje, dat zwanger van hem bleek te zijn nadat de liefde al bekoeld was. In Haarlem liet zij zich aborteren, waarvoor Morriën tweehonderd gulden moest lenen.
In de zomer besprak Morriën Mephistofelisch van Ter Braak, een bloemlezing van als aforismen gepresenteerde fragmenten. Hij liet blijken dat de gereserveerdheid van Ter Braak hem meer aansprak dan de spontaniteit en openhartigheid van Du Perron. Vooral neemt hij het op tegen de tegenstanders van Ter Braak die in hem alleen een koele rationalist zagen en zijn vrijheid van denken en ongebaande wegen gaan tegengingen.
Greshoff nodigde hem uit poëzierecensies bij te dragen aan Hollandsch Weekblad voor België, een politiek en cultureel tijdschrift dat in Brussel verscheen voor Nederlanders die daar woonden. Biograaf Molin omschrijft het als een onbelangrijk blad dat evenwel ook geen advertentievehikel was.
Onder begeleiding van een student klassieke talen bereidde Morriën zich voor op het staatsexamen, waarvoor hij Latijn en Grieks moest kennen. Bij Fuldauer wilde de mythologie eerder niet tot leven komen, maar nu wel. Hij ontdekte een denkwereld waarvan hij de afspiegeling in Nietzsche meende te zien. Ook de romanwereld van Kafka kwam al bij de klassieken voor. Een jaar later overwoog hij onder de invloed van de nieuwe kennis om te gaan hardlopen en discuswerpen. Hij las nu Homerus, Plato, Ovidius, Vergilius en Cicero.
Ter gelegenheid van de vijftigste verjaardag van Greshoff op 15 december 1938 verscheen een feestbundel met een bijdrage van Morriën. Niet lang darnaa emigreerde Greshoff naar Zuid-Afrika.

### Eerste boekpublicatie:Hartslag(1939)
In november dienden zich weer nieuwe gedichten aan, die hij naar drie verschillende periodieken stuurde. Op 21 december 1938 bereikte Morriën een brief van de prestigieuze uitgever A.A.M. Stols, die door Greshoff was getipt dat Morriën 'een bundeltje gedichten' en een roman zou willen publiceren. Stols wilde hierover overleggen. Morriën selecteerde uit zijn productie van ongeveer vijfentwintig verzen zeventien gedichten die samen een zinvol verband opleverden, namelijk een cyclus rond verliefdheid, zwangerschap en gezin.
Op 3 januari bevestigde Stols de ontvangst van het manuscript en stuurde Morriën een contract van tien procent royalty per verkocht exemplaar. De bundel verscheen op ongeveer 10 maart 1939.
Ter Braak besprak Hartslag in Het Vaderland van 14 mei 1939. Naar zijn smaak ontleende de bundel haar bekoring aan de evocatie van het blijde, schuldeloze en kinderlijke. Hij typeert de auteur als 'een absoluut zuivere geest, wiens werk door de intimiteit van het gevoel wordt geadeld'. Andere critici meenden juist dat er te weinig persoonlijkheid uit de verzen bleek of dat enkele gedichten uit de beginperiode van de dichter stamden en niet het niveau van diens huidige productie haalden.

### Criticus en prozaïst (1939)
In april vroeg hoofdredacteur Hoekstra van Den Gulden Winckel Morriën om een vaste 'Kroniek van het proza' bij te dragen. Dat jaar leverde hij vijf bijdragen, waarbij de aarzelende schrijfstijl van voorheen verdwenen was. Hij bleef veel Franse literatuur lezen, omdat die literatuur in zijn ogen de ideale synthese van verstand en gevoel had bereikt, wat hij niet vaak bij Nederlandse auteurs was tegengekomen.
In april 1939 werden loopgraven aangelegd langs het Noordzeekanaal en zoeklichten aangebracht. In IJmuiden, als belangrijke kusthaven, was een van de vijf getrainde troepen van Hollandse bataljons gelegerd.
Op aanraden van uitgever Meulenhoff, die hem ook een baan in zijn boekwinkel aanbood, legde Morriën contact met de letterkundige en gymnasiumleraar D.A.M. Binnendijk om zich op zijn toekomst te beraden. Binnendijk vertelde hem over het lesgeven en ook kwam de mogelijkheid om als vertaler zijn inkomen te verdienen ter sprake, want Morriën had zich de laatste tijd aan het vertalen van Nietzsche en Rilke gewaagd.
Rond 1 september 1939 debuteerde Morriën als prozaschrijver in Werk met de novelle 'Rendez-vous'. Het verhaal is een waarheidsgetrouw verslag van een kortstondige verhouding die hij in 1937 had met Wies Fienig, een verpleegster uit het sanatorium. In januari 1939 begon hij met het schrijven uit behoefte om zich niet tot poëzie te beperken. Zijn dagboek en herinneringen aan het sanatorium en aan twee latere ontmoetingen met Wies, die in de novelle Lies Franken heet, leverden de basis. Nadat hij de tekst had uitgetypt op de machine van een vriend stuurde hij het verhaal in april naar Groot Nederland, dat het hoogste honorarium per bladzijde betaalde. Daar werd de inzending afgewezen, naar Morriëns vermoeden vanwege de expliciete beschrijving van seksuele handelingen, maar biograaf Molin vermoedt dat de redactie het verhaal 'kwalitatief niet sterk genoeg' vond. Ter Braak schreef op 4 september in Het Vaderland dat 'de lectuur van dit proza tot de zeldzaamste verkwikkingen' behoorde die onder de politieke spanning nog mogelijk waren.
Op 15 november begon Morriën aan een betrekking op de Centrale Werkplaats als vervanger van de leraar en administrateur die in het leger moest. Hij had de leiding over acht jongens die moesten leren de administratie en boekhouding te doen. Hij hoefde geen les te geven maar alleen vragen beantwoorden die bij de werkzaamheden opkwamen. Hij verdiende vijftien gulden per week; vanwege de terugloop van het leerlingental werkte hij vanaf februari nog halve dagen tegen hetzelfde salaris. Hierdoor kon hij het staatsexamen niet goed voorbereiden, waarvoor zijn motivatie was teruggelopen omdat het ernaar uitzag dat de Universiteitsvereniging onvoldoende in de studiekosten zou kunnen bijdragen.
In september 1939 ontmoette hij Du Perron bij Fred Batten thuis. Hij durfde weinig te zeggen maar merkte wel op dat Du Perron het vanzelfsprekende middelpunt van het gezelschap was, voor wie iedereen aan de kant ging, en dat hij ongegeneerd vrijwel alle kaaskoekjes opat. Morriën schreef in zijn dagboek dat hij sinds kort ook door diens publicaties werd gehinderd in zijn wens om Du Perron sympathiek te vinden: 'Het is alsof ik pas de laatste maanden de flauwheid van zijn ironie ontdek; het gemak van zijn beroep op bestemming en persoonlijkheid.' Hij had meer met Ter Braak, in wie hij 'een stiller en minder zelfvoldaan mens' trof en die volgens biograaf Molin ook wat aard betrof veel dichter bij Morriën zelf stond.
Van Heerikhuizen raadde hem aan na te denken over het behalen van de m.o.-akte Frans, waarmee hij meteen een baan zou vinden vanwege de grote vraag naar leraren Frans. Ook was er de mogelijkheid om in de avonden een universitaire studie te volgen, waarvoor zijn voorkeur dan eveneens naar Frans, 'dat mij met zijn letterkunde en cultuur als mijn eigen geestelijk klimaat aandoet', en niet meer naar Nederlands uitging.
In maart 1940 bezocht hij Ter Braak om over de mogelijke uitgave van een gedichtenbundel als aflevering van De Vrije Bladen te overleggen en over de universitaire studie. Morriën zat verkrampt tegenover de bewonderde Ter Braak, die vond dat er wat geschaafd moest worden aan de gedichten, waarover Morriën ook zelf al niet meer zo tevreden was. Ter voorbereiding op de m.o.-akte volgde hij op zaterdag Franse les bij een inspirerende doctoranda in Haarlem. Ook las en herlas hij Léautaud en Chamfort, die hem aanspraken vanwege de combinatie van geest en gevoel, en hun geserreerdheid. Hij bezat inmiddels zoveel Franse schrijvers dat hij een kast moest laten timmeren. Morriën was het enige nog thuiswonende kind; zijn broer Jan had zich tot het katholieke geloof van zijn verloofde bekeerd en ging trouwen, en broer Cor was in de Grebbelinie gelegerd.

### Oorlog en bezetting (1940-1945)

#### Eerste oorlogsjaren (1940-1942)
De zeilmakerij van zijn vader kreeg vanwege de oorlog geen opdrachten, zodat het huishouden was aangewezen op het inkomen van Morriën. Die moest uit financiële nood zijn lessen Frans staken. IJmuiden werd gebombardeerd en kreeg een grote toeloop van Joden die zich wilden laten inschepen. Na het opruimen van Duitse mijnen, raakte de haven al snel weer ontoegankelijk omdat de Duitsers de toegang werd versperd met tot zinken gebrachte schepen. De inwoners van het dorp zochten een goed heenkomen in de duinen toen het gerucht de ronde deed dat geallieerde Engelsen de sluizen en de hoogovens wilden opblazen.
De dood van Ter Braak en Du Perron was een schok voor Morriën, met name die van eerstgenoemde zag hij als het einde van de cultuur. De binnengevallen Duitsers beschouwde hij als rapalje. Hij kon het echter goed vinden met een vriendelijke Duitse soldaat die in de eerste weken in hun gezin was ingekwartierd. Deze liet hem zijn boeken van Theodor Storm lezen en Morriën leende hem Kafka uit. Toen hij hierover argeloos schreef aan Fred Batten, ontstak die in woede. Morriën fietste in de zomervakantie naar Maastricht en terug. Vanwege de Limburgse hitte fietste hij met ontbloot bovenlijf, wat hem boze blikken opleverde.
In september hernam hij de lessen Frans en vertaalde moeilijkere teksten. Hij las André Gide, een favoriete auteur van de lerares. Hij voltooide enkele gedichten en had voldoende voor het oorspronkelijk door Ter Braak te redigeren deel in de Helikonreeks van uitgever Stols. Alleen had hij niets op met de smaak van redacteur Ed. Hoornik. Hij was met Ter Braak van mening dat Hoornik de 'onbezonnen pathetiek' herintroduceerde; zijn gedichten ware in de ogen van Morriën, die een onderkoelde literatuur voorstond, 'aanstellerij' en dus niet uit innerlijke noodzaak geboren.
Door de oorlog steeg de werkloosheid in IJmuiden, ook onder bekenden van Morriën. Zelf had hij nog steeds een baan en bovendien was hij gewend sober te leven, zodat hij geen geldzorgen had. De zeilmakerij werd omgezet in een naamloze vennootschap zodat hij niet meer hoofdelijk verantwoordelijk was.
In de lente van 1941 maakte hij kennis met de zeven jaar jongere Guusje Oldenburg uit IJmuiden-Oost. Na haar afgebroken mulo-opleiding bracht de modebewuste Guusje het tot cheffin van modehuis Gerzon te Haarlem. In de zomer gingen ze samen op fietsvakantie, waarbij ze vrienden uit Morriëns sanatoriumtijd opzochten in Arnhem en Almelo, en ook de ouders van een twee jaar daarvoor overleden vriend. Guusje werd ongewenst zwanger maar verloor de vrucht in september.
Morriën raakte zijn baan bij de Werkplaats kwijt vanwege de terugloop van het aantal leerlingen. Om die reden accepteerde hij in 1941 een subsidie van 250 gulden, hem toegekend door het departement van Volksvoorlichting en Kunsten. Volgens biograaf Molin dankte hij het aanbod hieraan dat de thematiek van Hartslag, gezin en zwangerschap, de nazi's goed uitkwam. Uitgever John Meulenhoff had hem geadviseerd het bedrag te accepteren opdat er iets terugkwam van het kapitaal dat de bezetter de burgers had afgepakt. Volgens biograaf Rob Molin bleef het hierbij en onderhield Morriën verder geen connecties met het departement. Morriën weigerde lid van de Nederlandsche Kultuurkamer te worden, al twijfelde hij in april 1942 kortstondig omdat daardoor zijn publicatiemogelijkheden sterk terugliepen. Hij meldde zich voorlopig aan maar bedacht zich toen hij de vragenlijst om tot een definitief lidmaatschap te komen ontving: die vulde hij niet in. Wel ontplooide hij activiteiten in de clandestiene uitgeverij.
In maart 1942 verscheen zijn tweede dichtbundel, Landwind, als nummer 5 in de Atlantisserie van uitgever Stols. Nu hij definitief afzag van het lidmaatschap van de Kultuurkamer zou dit voorlopig zijn laatste boek zijn. Ook aan kranten en tijdschriften kon hij geen bijdragen meer leveren. In juli legde hij in Den Haag het m.o.-examen Frans af en probeerde daarna vertaalopdrachten te verwerven: de eerste opdrachten waren een verhalenbundel van Guy de Maupassant en de roman La cousine Bette van Balzac. Ook bleef hij schrijven. Het verhaal 'In memoriam Harmen Alders' is gebaseerd op het bezoek dat hij en Guusje in het Drentse Sleen hadden gebracht aan de ouders van een twee jaar eerder overleden vriend uit het sanatorium. Aan het begin van de jaren 1940 werkte hij mee aan het tijdschrift Criterium, dat in 1942 ophield te verschijnen.

#### Evacuatie en Amsterdam (1942-1945)
In november overleed Morriëns moeder aan een hersentumor. Dezelfde maand werd duidelijk dat de aanleg van de Atlantikwall ontruiming van het huis aan de Edisonstraat met zich mee zou brengen. De aangeboden vervangende woonruimte bleek in een onacceptabel slechte staat te verkeren. Vader Morriën nam contact op met een neef, die groothandelaar in vis was en een groot gebied bevoorraadde, waaronder de Amsterdamse Jodenbuurt die inmiddels voor het grootste deel leeg stond. Op 25 januari 1943 verhuisde het gezin naar Amsterdam-Oost, adres Ruyschstraat 28B. De woning lag op de tweede verdieping, onder hen woonden Joden die zichzelf elke dag moed in spraken, boven hen een jong gezin.
In Amsterdam zag Morriën elke dag Joden weggevoerd worden. Ook werden jonge mannen opgepakt, maar zelf had Morriën bewegingsvrijheid omdat hij boven de vijfentwintig was en volgens zijn persoonsbewijs bovendien leraar was, een beroep waarmee je als onmisbaar gold. Dagelijks liep hij door de stad en bezocht de boekhandel van A.A. Balkema in het Huis aan de Drie Grachten, waar het assortiment veel Franse literatuur telde en onder de toonbank illegale uitgaven werden gekocht. Het was een ontmoetingsplek voor anti-Duits gezinden, zoals J.B. Charles, John Meulenhoff, Bert Schierbeek en Hans van Straten. Een van de verkoopsters in de boekhandel was de studente Frans en latere critica Elly Freem. Morriën, Batten en Balkema besloten een illegale reeks uitgaven te vervaardigen 'Het Zwarte Schaap'. In deze reeks verscheen van Morriën een dagboekje, Afscheid van Lida, in een oplage van vijfentwintig exemplaren. Een andere uitgave was de dichtbundel Praehistorie van Rudie van Lier. In de zomer ging hij met Batten bij Nescio op bezoek en kreeg van hem ongepubliceerd werk mee, waaruit hij Mene tekel samenstelde. Andere geplande uitgaven waren een boek ter gelegenheid van de zeventigste verjaardag van Arthur van Schendel, dat essays van jongeren zou bevatten, een brievenboek van Du Perron en een bundeling van verspreide essays van Ter Braak. Zo begon het beheer van de erfenis van Forum bij 'Het Zwarte Schaap'.
In de weekenden ging hij naar Guusje in IJmuiden: haar ruimdenkende ouders hadden er geen bezwaar tegen dat zij bij elkaar in bed sliepen; de vader van Morriën daarentegen maakte voor Guusje een zijkamer in orde.
Op 18 april werd Morriën gearresteerd wegens fraude met voedselbonnen. Hij kreeg van vrienden bonnen die zij verduisterden op het IJmuidense distributiecentrum en hielp daarme het eigen gezin, goede vrienden en Joden aan extra voedsel. Toen de vrienden tegen de lamp liepen, noemde een van hen zijn naam. Hij zat bijna twee weken in een cel op het politiebureau van Velsen en werd daarna vrijgelaten. Zijn verklaring luidde dat hij de bonnen uit honger had aangenomen en om zijn studie te betalen een gedeelte had verkocht op de Nieuwmarkt.
Morriën kreeg van Cola Debrot, huisarts in Amsterdam-West, een gezondheidsverklaring die hem tot 'ongeschikt voor de arbeidsinzet' bestempelde. Met een vriend ging hij vervolgens op fietsvakantie naar de Veluwe, Twente en de Achterhoek. Zij logeerden bij boeren die zij vermaakten met verhalen. Na terugkomst concentreerde zijn leven zich steeds meer op Amsterdam, want IJmuiden-Oost was per 1 juli tot spergebied verklaard zodat alleen bewoners er nog mochten komen. In Amsterdam ging hij om met onder anderen Max Dendermonde, dichter Koos Schuur en fotograaf Emile van Moerkerken. Met Guusje bezocht hij Carré, het Concertgebouw en cafés aan de Nieuwendijk. In de herfst vielen thuis de verlichting en de verwarming geregeld uit zodat hij zijn vertaalwerk in de universiteitsbibliotheek deed. In november ontwikkelde een verkoudheid zich tot bronchitis, die hem een tijdje terugwierp naar zijn sanatoriumtijd. In januari herstelde hij hiervan.
In januari vond hij een woning voor zichzelf en Guusje. Opnieuw ging het om een leegstaand pand in de 'Jodenbuurt', ditmaal een gelijkvloerse etage met souterrain aan de Nieuwe Keizersgracht. De bovenburen waren twee ongehuwde vrouwen en naast hen woonde een NSB'er die door buurtbewoners werd genegeerd. In februari 1944 steeg de voedselnood zo hoog dat hij met een zwager naar West-Friesland ging om eten te bemachtigen. In Broek op Langedijk hadden ouders van een bevriende dichter een zuivelbedrijf; ook waren ze welkom in Hippolytushoef bij de ouders van een andere dichter, waar ze genoeg eten mochten meenemen.
Op 23 maart 1944 trouwden Morriën en Guusje in IJmuiden. Guusje had zelf haar trouwjurk gemaakt. De bijeenkomst met wederzijdse familie en vrienden was sober en kort; het afscheid viel vroeg en onder het geluid van afweergeschut en luchtalarm. Het huwelijk zou getekend worden door echtelijke ontrouw.
In de oorlogsjaren werden veel lezingen georganiseerd bij mensen thuis. Morriën en Guusje gingen in 1944 op wandelvakantie naar de omgeving van Amerongen en Wageningen; daar en elders las hij in besloten kring voor uit eigen werk. In september vonden dergelijke bijeenkomsten plaats in het huis van de elders ondergedoken Victor E. van Vriesland, georganiseerd door een erudiete wijnhandelaar. Bert Voeten, H.W.J.M. Keuls, Binnendijk, Hoekstra en Debrot lazen voor. Daarnaast was Morriën, meestal met zijn vriend Max Nord, aanwezig bij de lezingen en exposities die G.A. van Oorschot thuis in Amsterdam-Zuid organiseerde, waar hij ook een illegale uitgeverij dreef, met het blad De Baanbreker als voornaamste uitgave. Albert Helman en de schilder Melle leerde hij daar kennen, evenals twee mensen die buurtgenoten van hem bleken te zijn, Joop den Uyl en Milo Anstadt. Eenmaal leverde Morriën na een bezoek aan Van Oorschot een stapel van het blad bij Den Uyl af, zonder te beseffen wat voor risico hij daarmee nam.
In november bereikten de boeken van Van Lier en de essays van Ter Braak de intekenaren. Inmiddels was het voedselgebrek en de stokkende elektriciteit en verwarming nijpend geworden. Desondanks was Morriën doende voor Balkema een nieuwe reeks op te zetten, 'Het Zwarte Lam'.

### Redactiesecretaris vanCriterium(1944-1948)
In 1944 overlegde neerlandicus Frits van Heerikhuizen met Morriën over zijn idee om na de oorlog het tijdschrift Criterium, dat verscheen van 1940 totdat in 1942 de Kultuurkamer werd ingesteld, te hervatten met een nieuwe redactie zonder Hoornik en Aafjes. Ze waren het erover eens dat literatuur 'eenvoudig en authentiek' zijn en dat de illegaal verschijnende verzetspoëzie niet van hoog niveau was. Ook uitgever Meulenhoff was voortzetting van plan en bood hem meteen een redactieplaats aan. Omdat de oude redactieleden geen belangstelling meer hadden, stelde Morriën een nieuwe redactie samen, waarvan Huib Drion en Rudie van Lier de belangrijksten waren.
Meulenhoff stuurde potentiële medewerkers bij Morriën langs voor kennismaking. Zo raakte hij in 1944 bevriend met Willem Frederik Hermans, die in 1946 tot de redactie toe zou treden. Hermans kwam 's avonds bij Morriën om het manuscript van zijn roman Conserve voor te lezen. Morriën vond het werk niet zo goed geschreven maar de mormoonse sfeer intrigeerde hem. Hermans' poëzie vond hij larmoyant en niet erg origineel, zij deed hem te veel denken aan de aangezette tragiek van Hendrik de Vries die Morriën ook niet zo waardeerde. Voor Hermans werd Morriën een mentor en een kameraad, bijna dagelijks zagen ze elkaar bij Balkema, hun gesprekken waren humoristisch of diepzinnig en besloegen het literaire leven, het levensraadsel en de vrouwen. Als onuitgenodigde sollicitanten verschenen Chr.J. van Geel, die Morriën betrapte op het stelen uit zijn boekenkast, en Max de Jong. Ook de verstandhouding met Batten verslechterde.
Morriën nam de taak op zich een redactie samen te stellen. Aangezien alle oude redactieleden geen tijd of zin hadden de werkzaamheden te hernemen, kon Morriën zonder conflicten zijn gang gaan. Hij benaderde antropoloog Rudie van Lier en op aanraden van Meulenhoff ook Jan Drion, die verwees naar zijn erudietere broer Huib. Van Lier stelde de historicus Sybout Colenbrander voor, zoon van historicus Herman Theodoor Colenbrander. Om de literatuur meer gewicht in de redactie te geven, stelde Meulenhoff Aafjes voor, wiens medewerking tegelijk de voor Meulenhoff belangrijke band met de traditie zou vertegenwoordigen. Deze vijf personen vormden de redactie, met Morriën als redactiesecretaris.
In de praktijk zouden drie redactieleden het werk doen. Morriën verrichtte het meeste werk en ook Drion en Van Lier waren actief. Aafjes speelde nauwelijks een rol en Colenbrander leverde zelfs geen enkele bijdrage. Morriën bleef in de zomer medewerkers zoeken en maakte bij uitgeverij Contact kennis met dichter en criticus H.A. Gomperts. Omdat Ter Braak en Du Perron hem begaafd vonden, zag Morriën aanvankelijk enorm tegen hem op, tot bleek dat '"hij vreselijk aardig was en heel gewoon tegen me deed."' Om ook met de jongste generatie schrijvers kennis te maken, bezocht Morriën met Hermans op 6 en 7 oktober een weekend dat door het jongerentijdschrift Columbus was georganiseerd. Daar maakte hij kennis met onder meer Paul Rodenko, Ad den Besten en Hans Warren.
Op 11 oktober 1945 werd de voortzetting van Criterium aangekondigd in het Nieuwsblad voor den Boekhandel. 'De literatuur zal niet langer de eenige meesteres in het tijdschrift zijn', stond daar. Er zou 'veel ruimte worden besteed aan het literaire essay en aan politieke en wetenschappelijke beschouwingen'.
Het eerste nummer verscheen halverwege oktober 1945.Na de eerste zeven nummers, tot en met april 1946, werd de omvang verhoogd van 48 naar 64  bladzijden.
De waarschijnlijk door Morriën geschreven en door Drion bijgewerkte redactionele inleiding zette de doelstelling van het blad uiteen:
Het treedt niet voor het front met een programma of eenigerlei beginselverklaring. Het wil een zoo groot mogelijk aantal persoonlijkheden tot een gesprek uitnoodigen. De eenige voorwaarde is, dat de discussie op een bepaald peil wordt gevoerd. Indien deze gedachtenwisseling uit zou blijven en dit tijdschrift een maandelijkse anthologie van min of meer geslaagde gedichten, essays of ander proza zou worden, zullen wij moeten erkennen, dat wat ons voor ogen stond, niet werd verwezenlijkt.
Wat de literaire richting betreft, wilde Criterium zich 'op geen enkele formule vastleggen'. De richting werd dan ook vooral negatief aangeduid door te vermelden wat men níet wilde:
Wij zijn tegen het doode specialisme, tegen een eenzijdige litteratuur-cultus, die elk contact met het leven verliest, maar wij houden aan den anderen kant vast aan de individueele tendentie, die een van de grootste verworvenheden van de Westeuropeesche cultuur is.
De biograaf van Hermans, Willem Otterspeer, is van mening dat de vaagheid van de uitgangspunten van Criterium uitzonderlijk was, wat blijkt uit zijn overzicht van de tijdschriften uit die periode. Sommige bladen zetten de verzuiling door, maar Ad Interim wilde die juist doorbreken, Het Woord richtte zich op neoromantiek en symbolisme, Paul Rodenko wilde in Columbus de erfenis van Forum combineren met existentialisme en Podium was humanistisch gericht. Alleen Proloog en Criterium hadden 'geen behoefte aan een program en wilden alleen maar talent aanboren.' Literatuurhistoricus Piet Calis verklaart de vaagheid waarmee Criterium zich profileerde uit de onoverzichtelijke situatie zo kort na de Bevrijding; belangrijker was dat de redactieleden van Criterium elkaar nog niet goed genoeg kenden om van elkaar te weten waar ze stonden. Molin noemt nog een reden voor het vage uitgangspunt, namelijk het meer algemeen-culturele karakter van het blad terwijl Podium en Het Woord strikter literair waren.
In het eerste nummer werd van Hans Gomperts, 'de gedoodverfde opvolger' van Ter Braak, een gedicht en een korte beschouwing opgenomen. Van Morriën zelf werd het gedicht 'Het vaderland' opgenomen, verder verzen van Aafjes en Michael Deak, proza van M. Vasalis en een voorpublicatie van het dagboek van Sjahrazad. En twee fragmenten van de eerste roman van Willem Frederik Hermans, Conserve.
Het eerste nummer werd in Het Parool van 11 december lovend besproken in een recensie waarin tegelijk alle andere tijdschriften als weinig relevant werden afgedaan. Meulenhoff stuurde een overdruk naar boekwinkels om op te hangen. Die actie leverde 1600 abonnees op.
De ambitie om van Criterium een toonaangevend periodiek te maken, werd onder meer tegengewerkt doordat enkele belangrijke talenten, waaronder Rodenko, zich hadden verbonden aan het blad Columbus. Bovendien was de hoeveelheid literaire bladen eigenlijk te groot in verhouding tot het aantal lezers.
Morriën publiceerde daarna als feuilleton Hermans' volgende roman, De tranen der acacia's, waartegen Meulenhoff bezwaren had vanwege de schunnige passages.
Morriën verzorgde het tijdschrift vrijwel in zijn eentje toen Hermans de tweede helft van 1948 in Canada verbleef. Daardoor kwam hij niet meer aan zijn eigen werk toe en zijn enthousiasme nam nog verder af toen uitgever Meulenhoff hem meedeelde het blad in 1949 niet meer te willen uitgeven, omdat het niet het algemene culturele tijdschrift was geworden dat hem voor ogen had gestaan. Op 11 december kwam een fusie tot stand met het tijdschrift Libertinage van Van Oorschot, waarbij Morriën als enig redactielid van Criterium toetrad.

### Litterair Paspoort(1946-1964)
In januari 1946 verscheen het eerste nummer van het geheel door Morriën geredigeerde tweemaandelijkse tijdschrift Litterair Paspoort, dat de Franse literatuur belichtte. De medewerkers waren vooral afkomstig uit de vriendenkring van Morriën, zoals onder meer F.W. van Heerikhuizen en Den Uyl. Na een gedicht van Paul Éluard was er 'een korte en vrijblijvende inleiding' van Morriën, verderop nog herdenkingsartikelen over Paul Valéry en Antoine de Saint-Exupéry.
Vanaf 1948 verschenen tien afleveringen per jaar, ondanks dat er eigenlijk te weinig abonnees waren. Jacques den Haan besprak de Angelsaksische literatuur en ook Rodenko publiceerde erin. De bekendheid nam toe: veel Franse boeken werden ter bespreking ingestuurd en er waren zoveel ongevraagde artikelen dat zelfs niet alle goede konden worden geplaatst. Morriën verzorgde een mededelingenrubriek, 'Boekenpaspoort en boekennieuws', die hij wel tweewekelijks had willen maken.
Morriën droeg na 1959 steeds minder bij aan het tijdschrift. Zijn maandelijkse rubriek 'Signatuur' verscheen steeds onregelmatiger en de vergaderingen bezocht hij nog bij uitzondering. Vanaf januari 1964 was hij nog slechts als 'adviserend redacteur' aan het blad verbonden, tegen een maandelijks honorarium van veertig gulden. Zijn taken werden overgenomen door de in 1963 tot de redactie toegetreden Jan van Geelen.

### Na de oorlog (1945-1947)
In de nazomer van 1944 had Morriën het manuscript van zijn derde dichtbundel, Luchtalarm, ingeleverd bij Geert Lubberhuizen van De Bezige Bij. De vier gedichten met een sfeer van de Bevrijding pasten goed in het fonds en de bundel kwam rond het einde van de oorlog uit.
Hij verdiende in de periode meteen na de oorlog ongeveer een maandsalaris van driehonderd gulden met werkzaamheden voor De Bezige Bij, Meulenhoff en Allert de Lange. Daar bovenop kwamen de honoraria voor bijdragen aan tijdschriften. Buiten de twee genoemde bladen waren dat acht media, waaronder Critisch Bulletin, Vrij Nederland, de Nieuwe Rotterdamsche Courant en het radioprogramma Van boek tot boek van de VARA. Hij werkte van 's morgens vroeg tot een uur of drie aan redactiewerk en recensies. Bezoek kreeg hij regelmatig van onder meer Hermans. Hij verdiende voldoende geld om een gezin te onderhouden; Guusje was zwanger.
Op 12 mei 1946 werd dochter Alissa Bertina geboren. De naam Alissa kwam uit de roman La porte étroite uit 1909 van Gide, de tweede naam was een vernoeming naar Bertus Aafjes. Onderweg naar het bevolkingsregister om de geboorte aan te geven, was Morriën bij Aafjes langs gegaan en bij het weggaan verzocht Aafjes hem het kind naar hem te vernoemen, hetgeen Morriën deed.
In februari 1947 konden ze verhuizen naar Plantage Muidergracht 3, omdat door het vertrek van de bewoner Sybren de Groot de begane grond en eerste verdieping vrijkwam. Een achtertuin was er niet, maar voor was uitzicht op een plantsoen en de gracht daarachter.

### Reizen naar Frankrijk (1947) en Duitsland (1948)
In maart 1947 bezocht Morriën zijn eerste Boekenbal, samen met Hermans en Geert en Hillie van Oorschot. In het voorjaar verscheen zijn vierde dichtbundel, Het vaderland, die bestond uit een herdruk van de eerste drie bundels, aangevuld met gedichten die in de oorlog geschreven waren. In de kritiek werd een afnemend niveau gesignaleerd. Van Heerikhuizen meende in Het vaderland dat de voorheen 'verbluffende detailschoonheid' in de nieuwe verzen ontbrak, anderen meenden dat matheid de plaats van bezieling had ingenomen. A. Marja schreef zelfs dat de nieuwe verzen beter ongebundeld hadden kunnen blijven, Marie H. van der Zeyde ontzegde het gehele oeuvre authenticiteit en Jan Elburg vond de bundel niet vernieuwend genoeg. Pierre H. Dubois prees de toegenomen geserreerdheid. Steun kreeg hij van Hermans, die hem zei dat hij in zijn dichterschap moest blijven geloven en zich niet moest laten ontmoedigen.
In augustus ging Morriën naar Zuid-Frankrijk, waar hij zich in Montpellier aan de universiteit had ingeschreven voor een zomercursus Franse literatuur, die hij vanwege het middelbare schoolniveau snel weer staakte. In Sète bezocht hij het graf van Valéry en in Nîmes een stierengevecht, dat zijn afschuw opwekte. In oktober liftte hij de zevenhonderd kilometer naar Parijs, waarover hij een week deed omdat hij was genoodzaakt de helft te voet af te leggen. Hij bezocht daar Gomperts en Rodenko.
Terug in Amsterdam was hij als jurylid van de nieuwe literaire prijs, de Reina Prinsen Geerligsprijs, betrokken bij de bekroning van De avonden van Gerard Reve, die op 24 november plaatsvond. In het novembernummer van Criterium was het slot van de roman afgedrukt. Bij de prijsuitreiking koppelde Morriën Reve aan diens latere echtgenote, de dichteres Hanny Michaelis. Criterium had dat jaar als veelbelovende ontdekkingen onder meer Gerrit Achterberg en Jan Hanlo.
In december verscheen zijn novelle 'De oude muis' in Criterium. In 1952 noemde Vestdijk dat 'een der beste novellen' na 'De dood van mijn poes' van Van Looy. Hermans was er minder mee ingenomen; het was inmiddels duidelijk dat de literatuuropvattingen van de redacteuren Morriën en Hermans sterk van elkaar verschilden.
In augustus en september 1949 bezocht hij met Adriaan van der Veen Duitsland, waar hij in Frankfurt de herdenkingsfestiviteiten voor het tweehonderdste geboortejaar van Goethe bezocht. In Stuttgart verbleef hij bij een literair agent en in München maakte hij kennis met de schrijvers Walter Kolbenhoff en Hans Werner Richter.
Hoewel Morriën er tal van kortere en langere liefdesrelaties op nahield, bleef zijn huwelijk overeind. Op 11 maart 1950 werd zijn tweede dochter geboren, die naar haar ouders Adrienne Augustine werd genoemd.

### Reizen enEen slordig mens(1950-1951)
Vanaf de nazomer van 1950 werkte Morriën aan zijn eerste prozabundel, Een slordig mens, die door Elisabeth Augustin in het Duits vertaald zou worden. In Duitsland bestond belangstelling voor zijn werk en van 13 tot 22 oktober ging hij op reis naar Frankfurt, Stuttgart, en München. Hij raakte enkele verhalen kwijt aan tijdschriften en droeg voor de Duitse radio voor.
Op 25 april 1951 ging hij nogmaals voor optredens naar Duitsland, nu met Guusje, die daarna terugkeerde naar de kinderen terwijl Morriën doorreisde naar Zwitserland, de Povlakte en Italië, waar hij vier weken doorbracht en Rome, Napels en Positano bezocht. Van Positano was hij erg onder de indruk en om zoveel mogelijk van Rome te zien was hij van 's ochtends tot 's avonds op pad. Aan Guusje schreef hij: 'In Napels en Rome ziet men een ongelooflijke hoeveelheid mooie meisjes en vrouwen, die ook alle met smaak en dikwijls met elegance zijn gekleed.'
Op 10 juli 1951 verscheen de prozabundel Een slordig mens, die goede kritieken kreeg. In september prees C.J.E. Dinaux in de Haarlemsche Courant de 'humor van een zeer mild, menselijk innemend gehalte' en Garmt Stuiveling loofde voor de VARA-radio de 'fijnzinnige humor en zachte ironie'. Het boek leidde tot een verwijdering met zijn oud-mentor Greshoff, die er in Het vaderland een negatieve recensie aan wijdde. Onder de titel 'Vervelend boekje van Adriaan Morriën' formuleerde Greshoff alleen waardering voor het verhaal 'De engel'; de rest kwam volgens hem niet boven het niveau van journalistiek uit en was dus de moeite van het bundelen niet waard. Hij verweet Morriën dat die 'niets te verhalen heeft'; ook valt de term 'potsierlijk gezwam'. De humor van Morriën trof Greshoff als de humor van iemand die 'met kracht en geweld leuk wil lezen. Niets stemt verdrietiger dan de humor van een onhumoristisch man.'  Vrijwel tegenovergesteld was de waardering die Gomperts in Het Parool van 20 oktober uitdrukte: 'Het lijkt mij, dat het vele dat Morriën te zeggen heeft, de rijkdom van zijn persoonlijke visie, zijn sensitief observatievermogen, zijn zeer natuurlijke en eigen humor, het gebruik van het proza-instrument in alle opzichten rechtvaardigen.' Gomperts nam het talent van Morriën overal in de bundel waar, mede door de volgens hem universele strekking die de verhalen van een 'gereserveerd en droefgeestig pleiter voor het leven' hadden. De dichterlijke stijl van het proza omschreef hij als 'soms een beetje traag, maar ook: sober en subtiel.' De enige overeenkomst tussen Gomperts' waardering en het gebrek daaraan van Greshoff, is dat beiden het verhaal 'De engel' als het hoogtepunt van Een slordig mens beschouwden. Biograaf Molin typeert de recensie van Greshoff als 'een reeks rancuneus aandoende opmerkingen'.

### Verdere levensloop
Na de Tweede Wereldoorlog werkte hij vooral aan vertalingen, literaire beschouwingen en recensies voor onder andere Het Parool. Hij was een aantal jaar docent Frans en werkte bij het Instituut voor Vertaalkunde van de Universiteit van Amsterdam. Hij was betrokken bij de oprichting van het Fonds voor de Letteren. Als redacteur van een aantal literaire tijdschriften (onder andere Tirade), beoordeelde hij manuscripten. Ook was hij adviseur van de uitgeverijen G.A. van Oorschot en De Bezige Bij. Een aantal belangrijke schrijvers, onder wie Harry Mulisch, Gerard Reve en de dichter Hans Lodeizen, werden door hem 'mede-ontdekt'.
Adriaan Morriën vertaalde onder meer werken van Albert Camus, Heinrich Böll, Sigmund Freud, Erich Kästner, Choderlos de Laclos (Les liaisons dangereuses), Guy de Maupassant en Pauline Réage (Histoire d'O).
Op 3 januari 1960 kwam hij bij Nescio om die een tekst te laten inspreken voor een grammofoonplaat, wat uiterst moeilijk ging door de gezondheid van Nescio.

### Privé
Morriën was lid van het Republikeins Genootschap, maar toch werd hij in 1999 benoemd tot Commandeur in de Orde van de Nederlandse Leeuw.
Morriën was de vader van de twee kunstenaressen Adriënne en Alissa Morriën, die sinds de jaren 80 samenwoonden met het echtpaar Marte Röling en Henk Jurriaans.

## Aard van het oeuvre

### Thematiek
De poëzie en het proza van Morriën heeft veelal zijn eigen leven tot onderwerp, waarbij volgens neerlandicus Willem Maas een in exhibitionisme overlopende openhartigheid hem niet vreemd is. Het betreft zowel psychologische als amoureuze aspecten, waarbij de erotiek van platvloersheid verschoond blijft. Zijn belangstelling voor Freud is merkbaar en ook als lezer gaat zijn voorkeur uit naar egodocumenten als brieven en dagboeken. Hoewel Morriën gereformeerd werd opgevoed, is religie of metafysica afwezig in zijn werk.

### Ontwikkeling van de poëzie
Zijn debuutbundel Hartslag is in vergelijking met later werk nog kuis. De invloed van de Vijftigers is zichtbaar in een bundel als Kijken naar de wolken uit 1956; rijm en metrum zijn afwezig. Vanaf de bundel Moeders en zonen uit 1962, waarin de jeugd een thema is geworden, is een persoonlijker, autobiografische trend waarneembaar. Een poëticale dimensie is voor het eerst aanwijsbaar in Het gebruik van een wandspiegel uit 1968, waarin de aforismen en gedichten die op notities lijken volgens de kritiek de invloed van het tijdschrift Barbarber verraden. Criticus Tom van Deel beschouwde het oeuvre als een spiegel van de veranderende poëtische conventies na 1945. Vergankelijkheid en angst voor de dood beheersen Avond in een tuin uit 1980.

## Opvattingen

### Politiek
Op de HBS was Morriën onder invloed van zijn geliefde docent Nederlands David Fuldauer voorstander van een 'partijloos en ongebonden socialisme' dat hem een mogelijkheid bood om de burgerlijke en confessionele banden waarin hij was opgegroeid, te slaken. Behalve Fuldauer stimuleerden ook zijn beste vriend Gé van Gelder en zijn ontdekking van Herman Gorter hem in die politieke oriëntatie. Morriën verbleef in het sanatorium toen de door hem gehate Hitler rijkskanselier werd en de toenemende Jodenvervolging in Duitsland deed hem vaak aan Fuldauer denken. Hij zag de NSB als een partij die niet voor gelijke kansen was en de SDAP was hem te dogmatisch en platvloers. Toen hij voor het eerst mocht stemmen, in 1933, stemde hij op de Vrijzinnig-Democratische Bond van Henri Marchant.
Hij verachtte de nazi's en vond hun ideologie een gevaarlijke "religie", maar sloot vriendschap met een Duitse soldaat die aan het begin van de bezetting bij hen ingekwartierd was. Tijdens de Duitse bezetting van Nederland 1940-1945) publiceerde hij in Vrij Nederland enkele hekeldichten op Anton Mussert, de leider van de NSB. Na de oorlog overtuigden de boeken van Jacques de Kadt Morriën ervan dat het stalinisme gevaarlijk was. Hij verachtte het communisme evenzeer als het nationaalsocialisme en stemde na de opheffing van de partij van Marchant op de SDAP en later op de PvdA.

## Varia
Enkele van zijn bekendste gedichten zijn Samenhang en 
Afscheid  beiden uit de jaren 50. Het gedicht Samenhang werd gepubliceerd in het tijdschrift Libertinage (6e jaargang, 1953). Het gaat over het thema vrouw en liefde. Het staat vol met tegenstellingen waar volgens de titel toch een samenhang in aanwezig is.
Zijn gedicht Afscheid werd gepubliceerd in de bundel De Alledaagsche Dingen 1957) en later opnieuw in de bundel Oogappel 186) In het J.W. Overloopplantsoen in Amsterdam-Oost staat de tekst ervan gegraveerd in een grote, ronde steen, het hart van dat fraaie stukje groen, als eerbetoon aan de dichter die gedurende een deel van zijn leven aldaar aan dat plantsoen woonde.
Adriaan Morriën had een uitgesproken kritische mening over de gedichten van Annie M.G. Schmidt. In een recensie in het Parool uit 1954 noemde hij haar werk “huishoudpoëzie” en vond hij dat haar gedichten meer leken op “conversatie op rijm” dan op echte poëzie. Morriën bekritiseerde onder meer de vorm, die hij als weinig origineel beschouwde, en vond dat haar teksten net zo goed in proza geschreven hadden kunnen zijn. Hij noemde de rijmtechniek “gewoon en zwak”, de rhythmiek “stijf” en het gebruik van enjambement “onhandig”. Volgens hem waren de gedichten schematisch, met herhalingen en overbodige uitweidingen, en was de taal niet geconcentreerd genoeg.
Morriën erkende wel dat haar werk geschikt was voor het theater, maar vond dat het op papier minder goed uit de verf kwam. Zijn oordeel was zo vernietigend dat Annie M.G. Schmidt na deze recensie stopte met het schrijven van poëzie voor volwassenen, omdat ze vreesde dat Morriën gelijk had. Zij ging zich volledig toeleggen op lied- en theaterteksten en liedjes en boeken voor kinderen. Voor de kwaliteit daarvan heeft Morriën haar later geprezen.

## Prijzen en onderscheidingen
- 1954 - De prijs van de Gruppe '47
- 1962 - Martinus Nijhoff-prijs voor zijn vertalingen uit het Frans
- 1988 - Herman Gorterprijs voor Oogappel
- 1999 - Commandeur in de Orde van de Nederlandse Leeuw

## Vertalingen
- 1947 - Hartsverhalen van Guy de Maupassant
- 1949 - De vreemdeling (L'étranger) van Albert Camus
- 1953 - Mafatu. Een jongen die moed had (Call it courage) van Armstrong Sperry
- 1953 - De barbier van Sevilla (Almaviva ossia L'inutile precauzione) van Pierre-Augustin Caron de Beaumarchais[166]
- 1954 - Gevaarlijk spel met de liefde (Les liaisons dangereuses) van Choderlos de Laclos
- 1957 - Yvette van Guy de Maupassant
- 1961 - Koekoe met de groene duimen (Tistou, les pouces verts) van Maurice Druon
- 1961 - Becket, of De eer van God (Becket, ou L'honneur de Dieu) van Jean Anouilh
- 1962 - Andorra. Toneelstuk in twaalf taferelen van Max Frisch
- 1969 - Het verhaal van O (Histoire d'O) van Pauline Réage
- 1969 - Vertellingen van Guy de Maupassant
- 1977 - Terug naar Roissy (Retour à Roissy) van Pauline Réage
- 1979 - Analyse van de fobie van een vijfjarige jongen ("De kleine Hans") (Analyse der Phobie eines fünfjährigen Knaben) van Sigmund Freud
- 1979 - Sigmund Freud Nederlandse editie van Sigmund Freud (28 delen)
- 1979 - Pas op, daar komt Manuela! (Achtung, Manuela kommt) van Frederica de Cesco

## Secundaire literatuur
- 1995 - Adriaan Morriën en het heelal in de huiskamer. De opvattingen van een eigenzinnige literatuurcriticus (proefschrift van Rob Molin)

## Verklarende noten
1. ↑  De stamboom van Morriën gaat terug tot de vroege achttiende eeuw. Rond 1700 werd de stamoudste geboren, waarschijnlijk in Amsterdam waar de volgende vijf generaties bleven. Biograaf Rob Molin acht een Duitse herkomst van de naam - (Von) Morrien - waarschijnlijk. Molin (2005), 524-525, noot 13
2. ↑  In het nummer van Forum voor dezelfde maand verscheen een sonnet van Morriën. Er is dus sprake van een 'gelijktijdig' debuut met twee gedichten (Molin 1995, 16). In zijn latere biografie koos Molin ervoor om de laatstgenoemde publicatie als Morriëns literaire debuut te beschouwen.
3. ↑  Het sonnet, aangemerkt als het officiële debuut van Morriën, verscheen in Forum, jaargang 4 (1935), nummer 12 (december), pagina 1220. Molin (2005), 535 noot 25
4. ↑  Per abuis staat op het titelblad het jaartal 1946 vermeld. De bundel werd echter in het voorjaar door de Bezige Bij aangekondigd (Molin 2005, 558 noot 61).

## Verwijzende noten
1. ↑  Molin (2005), 13-17
2. ↑  Molin (2005), 12
3. ↑  Molin (2005), 13 en 525, noot 14
4. ↑  Molin (2005), 15
5. ↑  Molin (2005), 18
6. ↑  Molin (2005), 19
7. ↑  Molin (2005), 21
8. ↑  Molin (2005), 26
9. ↑  Molin (2005), 30-31
10. ↑  Molin (2005), 31
11. ↑  Molin (2005), 32-33
12. ↑  Molin (2005), 34
13. ↑  Molin (2005), 35
14. ↑  Molin (2005), 35-37
15. ↑  Molin (2005), 39-41
16. ↑  Molin (2005), 43
17. ↑  Molin (2005), 43-46
18. ↑  Molin (2005), 44-46
19. ↑  Molin (2005), 46-47
20. ↑  Molin (2005), 48-49
21. ↑  Molin (2005), 49-50
22. ↑  Molin (2005), 51
23. ↑  Molin (2005), 50
24. ↑  Molin (2005), 532 noot 26
25. ↑  Molin (2005), 52
26. ↑  Geciteerd in Molin (2005), 532 noot 14
27. ↑  Molin (2005), 53-54
28. ↑  Molin (2005), 55
29. ↑  Molin (2005), 56
30. ↑  Molin (2005), 57
31. ↑  Molin (2005), 60
32. ↑  Molin (2005), 58-59
33. ↑  Molin (2005), 62
34. ↑  Molin (2005), 64
35. ↑  Molin (2005), 66-72
36. ↑  Molin (2005), 73-74
37. ↑  Molin (2005), 76
38. ↑  Morriën (1948), 334
39. ↑  Geciteerd in Molin (2005), 77
40. ↑  Molin (2005), 77
41. ↑  Molin (2005), 77-78
42. ↑  Geciteerd in Molin (2005), 57
43. ↑  Geciteerd in Molin (2005), 79
44. 1 2  Molin (2005), 85
45. ↑  Molin (2005), 80-81
46. ↑  Zie link in Bronnen: Morriën (1935b)
47. ↑  Molin (2005), 82-84
48. ↑  Molin (2005), 84-85, 91
49. ↑  Molin (2005), 88
50. ↑  Zie link in Bronnen: Morriën (1935a)
51. ↑  Molin (2005), 87
52. ↑  Molin (2005), 87-89
53. ↑  Geciteerd in Molin (2005), 90
54. ↑  Molin (2005), 90
55. ↑  Molin (2005), 91
56. ↑  Molin (2005), 93
57. ↑  Molin (2005), 94
58. ↑  Molin (2005), 74-75
59. ↑  Molin (2005), 96
60. ↑  Molin (2005),98-99
61. ↑  Molin (2005), 102-103
62. ↑  Geciteerd bij Molin (2005), 103
63. ↑  Molin (2005), 103-104
64. ↑  Molin (2005), 104
65. ↑  Molin (2005), 104, 107-109
66. 1 2  Molin (2005), 110
67. ↑  Molin (2005), 105-106
68. ↑  Molin (2005), 111
69. 1 2  Molin (2005), 112
70. ↑  Molin (2005), 113
71. ↑  Molin (2005), 113-114
72. ↑  Molin (2005), 115
73. ↑  Ter Braak (1939)
74. ↑  Molin (2005), 118
75. ↑  Molin (2005), 117
76. ↑  Molin (2005), 119
77. ↑  Molin (2005), 120
78. ↑  Molin (2005), 122
79. ↑  Molin (2005), 101, 104,
80. ↑  Molin (2005), 116-117
81. ↑  Molin (2005), 119-120
82. ↑  Geciteerd bij Molin (2005), 122
83. ↑  Molin (2005), 123, 126
84. ↑  Molin (2005), 123-124
85. ↑  Molin (2005), 124
86. 1 2  Molin (2005), 125
87. ↑  Molin (2005), 126
88. ↑  Molin (2005), 127
89. ↑  Molin (2005), 128
90. 1 2  Molin (2005), 129
91. 1 2  Molin (2005), 130
92. ↑  Molin (2005), 130 en 132
93. ↑  Molin (2005), 129 en 132
94. ↑  Molin (2005), 133
95. ↑  Molin (2005), 134-136
96. ↑  Molin (2005), 134
97. ↑  Molin (2005), 134-139
98. ↑  Molin (2005), 140
99. ↑  Molin (2005), 141-142
100. ↑  Molin (2005), 135 en 141
101. ↑  Molin (2005), 138
102. ↑  Molin (2005), 143-144
103. ↑  Molin (2005), 145
104. ↑  Molin (2005), 150-151
105. ↑  Molin (2005), 150 en 155
106. ↑  Molin (2005), 150
107. 1 2  Molin (2005), 146
108. ↑  Molin (2005), 146-147
109. ↑  Molin (2005), 149-150
110. ↑  Molin (2005), 152
111. 1 2  Molin (2005), 153-154
112. ↑  Molin (2005), 153
113. ↑  Molin (2005), 156-157
114. ↑  Molin (2005), 159-160
115. ↑  Calis (1999), 159-170
116. ↑  Molin (2005), 157-158
117. ↑  Molin (2005), 160-161
118. ↑  Molin (2005), 161
119. ↑  Calis, 167-170
120. ↑  Calis, 170
121. 1 2  Molin, 167
122. ↑  Morriën geciteerd in Calis, 171
123. ↑  Calis, 172
124. ↑  Molin (2005), 168-169
125. ↑  Geciteerd in Calis, 172
126. ↑  Calis, 172-173
127. ↑  Geciteerd in Calis, 173
128. ↑  Geciteerd in Calis, 174
129. ↑  Otterspeer, 481
130. ↑  Calis, 174
131. ↑  Calis (1999), 178
132. ↑  Molin (2005), 161 en 167
133. ↑  Molin (2005), 169-170
134. ↑  Molin (2005), 177
135. ↑  Molin (2005), 181
136. ↑  Molin (2005), 192 en 194
137. 1 2  Molin (2005), 170
138. ↑  Molin (2005), 190
139. ↑  Molin (2005), 560 noot 19
140. ↑  Molin (2005), 299-300
141. ↑  Molin (2005), 163
142. ↑  Molin (2005), 174 en 556 noot 33
143. ↑  Molin (2005), 177-178
144. ↑  Molin (2005), 179
145. ↑  Molin (2005), 183-184
146. ↑  Molin (2005), 182-183
147. 1 2  Molin (2005), 184
148. ↑  Molin (2005), 185
149. ↑  Geciteerd bij Molin (2005), 186
150. ↑  Molin (2005), 187
151. ↑  Molin (2005), 197-199
152. ↑  Molin (2005), 203
153. ↑  Molin (2005), 207
154. ↑  Molin (2005), 209-210
155. ↑  Geciteerd in Molin (2005), 210
156. ↑  Geciteerd bij Molin (2005), 212
157. ↑  J. Greshoff, 'Vervelend boekje van Adriaan Morriën', Het vaderland, 6 oktober 1951
158. ↑  H.A. Gomperts, 'Droefgeestig pleidooi voor het leven', Het Parool, 20 oktober 1951
159. ↑  Molin (2005), 212
160. ↑  Frerichs (2021),532-533
161. 1 2  Maas (1989)
162. ↑  Molin (2005), 54
163. ↑  Molin (2005), 74
164. ↑  Molin (2005), 129-130
165. ↑  Molin (2005), 175
166. ↑  Vertaling libretto in het Nederlands. Gearchiveerd op 22 oktober 2021.

- Bibliothèque nationale de France: cb125538368 (data)
- Biografisch Portaal: 82815227
- Digitale Bibliotheek voor de Nederlandse Letteren: morr001
- Gemeinsame Normdatei: 119319020
- International Standard Name Identifier: 0000 0001 1495 3732
- Library of Congress Control Number: n80113177
- Nationale Bibliotheek van Tsjechië: mub20191041520
- Nationale Bibliotheek van Israël: 987007587827505171
- Nederlandse Thesaurus van Auteursnamen: 068549687
- Système universitaire de documentation: 034826785
- Virtual International Authority File: 93246862
- WorldCat: E39PBJymvtXPmDrPy3wvGBrcyd